# Championnat d'Amérique du Sud féminin de volley-ball des moins de 20 ans 2012
Navigation
Édition précédente
Le 21e Championnat d'Amérique du Sud féminin de volley-ball des moins de 20 ans se déroulera du 17 au 22 octobre 2012, au Pérou. Il mettra aux prises les huit meilleures équipes continentales.

## Équipes présentes
- Argentine
- Bolivie
- Brésil
- Chili
- Colombie
- Pérou
- Uruguay
- Venezuela